# نشرودکل

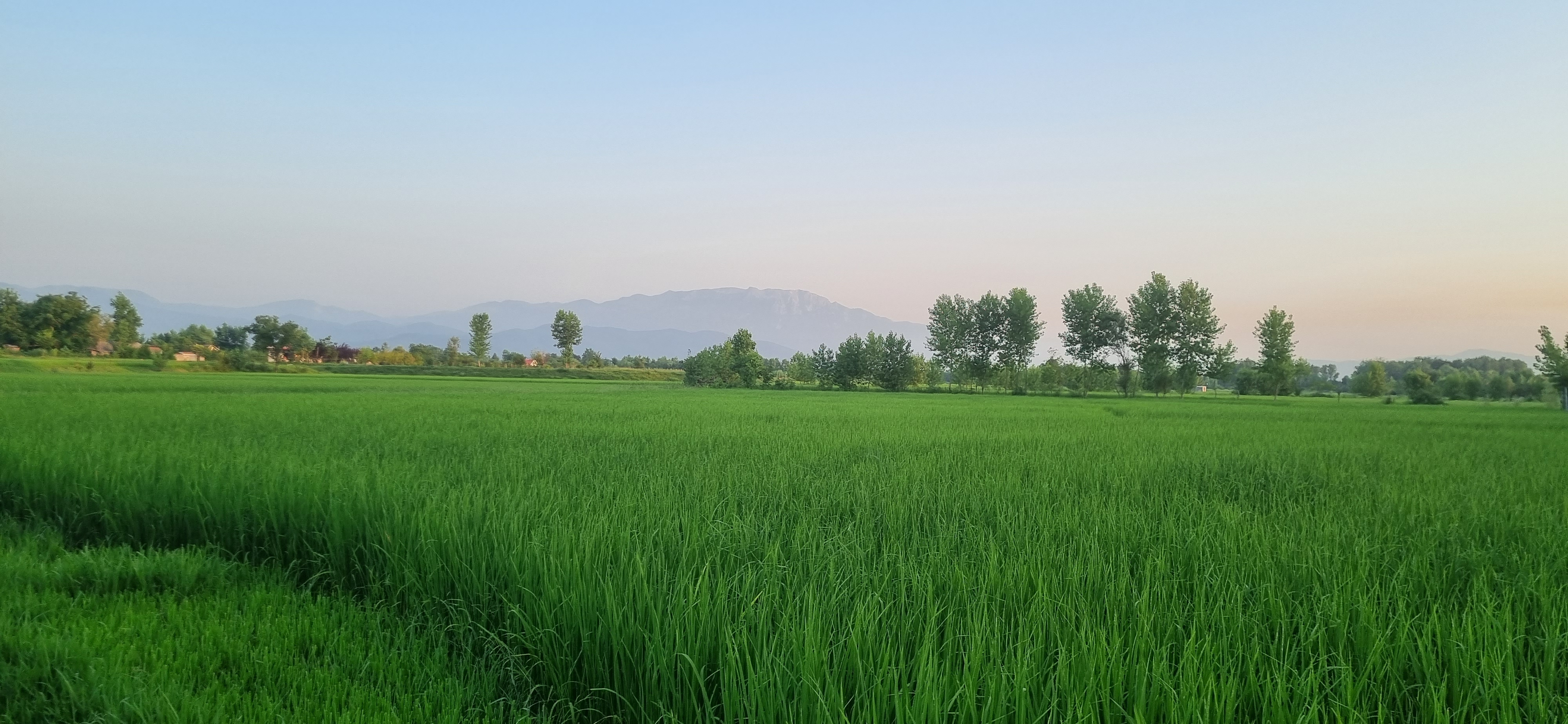

نشرودکل به انگلیسی (Nashroudkol)، روستایی است زیبا و مشهور از توابع بخش سنگر شهرستان رشت در استان گیلان ایران.
از وسط روستای نشرودکل یک رودخانه عبور می‌کند که بسیار زیبا است ونقش مهمی در آبرسانی به شالیزارهای این روستا دارد.
اسم این رودخانه نشرود است از طرفی کل به ضمه کاف در گویش محلی به معنی تپه و بلندی است و به احتمال زیاد اسم روستای نشرودکل بر این اساس نام گذاری شد. انواعی ماهی ها همچون ماهی کولی و ماهی کپور در این رودخانه یافت می‌شود. 
شغل بیشتر مردم این روستا کاشت و تجارت برنج است.
بعد از برنج به پرورش ماهی، دام و طیور کاشت انواع محصولات کشاورزی مثل  باقالی، سبزیجات، و... مشغولند 
در استخر پرورش ماهی این روستا ماهیهایی مثل کپور، آمور، بیگهد و فیتوفاگ پرورش داده می‌شود
از طایفه های مشهور و قدیمی این روستا میتوان به معصومی، شهیدی، حسینی ، مرادی ، مستحسن پور، گلچین، نوبری، خدابنده، کریمی،براری، رمضانپور و قاسمی اشاره کرد.
در این روستا یک مدرسه ابتدایی به نام دین و دانش وجود دارد و دانش آموزان برای ادامه تحصیل در مقاطع بالاتر عموما به شهر سنگر می روند همچنین دو مسجد به نام های ملاصدرا در بالا محله و آقا سید احمد در پایین محله می باشد. نشرودکل در مجاورت روستاهای سروندان، جوبنه، بنکده، بازقلعه، کیاسرا، گیلاوندان و میانده قرار دارد. تمامی جاده های اصلی روستا آسفالت بوده و امکاناتی نظیر برق و آب و گاز و تلفن در روستا وجود دارد. در گذشته کشتی گیله مردی در روستا خیلی رواج داشت اما به مرور از بین رفته امروزه یکی از تفریحات مردم روستا جنگ گاوهای نر یا ورزاجنگ است که خیلی طرفدار دارد.

## جمعیت
این روستا در دهستان سنگر قرار دارد و براساس سرشماری مرکز آمار ایران در سال ۱۳۸۵، جمعیت آن ۱۳۰۴ نفر (۳۲۲خانوار) بوده‌است.